# Barugh (Iran)
Barugh – miasto w Iranie, w ostanie Azerbejdżan Zachodni, w szahrestanie Mijandoab. W 2006 roku liczyło 4225 mieszkańców.